# Пежо тип 48
Пежо тип 48 (фр. Peugeot Type 48) био је мали аутомобил произведен 1902. од стране француског произвођача аутомобила Пежо у њиховој фабрици у Оданкуру. Неки извори тврде да је овај аутомобил био у производњи до 1909 године. У тој години је произведено 131 јединица.
Аутомобил је покретао четворотактни, једноцилиндрични мотор снаге 6,5 КС при 1200 обртаја у минути и запремине 833 cm³. Мотор је постављен напред и преко карданског преноса давао погон на задње точкове.
Међуосовинско растојање је 1700 мм, размак точкова 1100 мм, дужина аутомобила је 2900, ширина 1450 мм и висина 1480 мм. Каросерија је типа фетон/tonneau где је обезбеђен простор за четири особе.